# Bryophilinae
Sous-famille
Les Bryophilinae sont une sous-famille de lépidoptères nocturnes de la famille des Noctuidae.

## Liste des genres et espèces
Selon NCBI (25 mars 2018) :
- genre Bryophila
  - Bryophila domestica
  - Bryophila ereptricula
  - Bryophila gea
  - Bryophila orthogramma
- genre Cryphia
  - Cryphia algae
  - Cryphia cuerva
  - Cryphia domestica
  - Cryphia ereptricula
  - Cryphia muralis
  - Cryphia ochsi
  - Cryphia olivacea
  - Cryphia raptricula
- genre Nyctobrya
  - Nyctobrya amasina
  - Nyctobrya muralis
- genre Stenoloba
  - Stenoloba futii
  - Stenoloba jankowskii
- genre Victrix
  - Victrix umovii

Selon ITIS (25 mars 2018) :
- genre Cryphia Hübner, 1818

### Genres rencontrés en Europe
Selon Fauna Europaea (23 février 2014) :
- Bryophila Treitschke, 1825
- Cryphia Hübner, 1818
- Nyctobrya Boursin, 1957
- Victrix Staudinger, 1879